# René-Gabriel-Henri Bertrand
René-Gabriel-Henri Bertrand, francoski general, * 1895, † 1966.